# 로니 호아레아우
로니 호아레아우(Ronny Hoareau)는 세이셸의 축구 선수이다. 2004년 이래로 세이셸 축구 국가대표팀에서 활동하고 있으며, 포지션은 센터백이다.